# Luchtzak (onevenhoevigen)
De luchtzak (diverticulum tubae auditivae) is een onderdeel van de anatomie van onevenhoevigen, onder andere paardachtigen. Het is een uitstulping van de buis van Eustachius. Dit artikel behandelt paardachtigen. Andere taxa die vergelijkbare structuren hebben worden genoemd onder het kopje Buiten de onevenhoevigen.
Onder normale omstandigheden is de luchtzak gevuld met lucht. Verondersteld wordt dat deze dient om het bloed af te koelen voor het naar de hersenen gaat, wat de hersenen bij zware inspanning beschermt tegen hyperthermie. Deze aanname wordt echter aangevochten.

## Anatomie

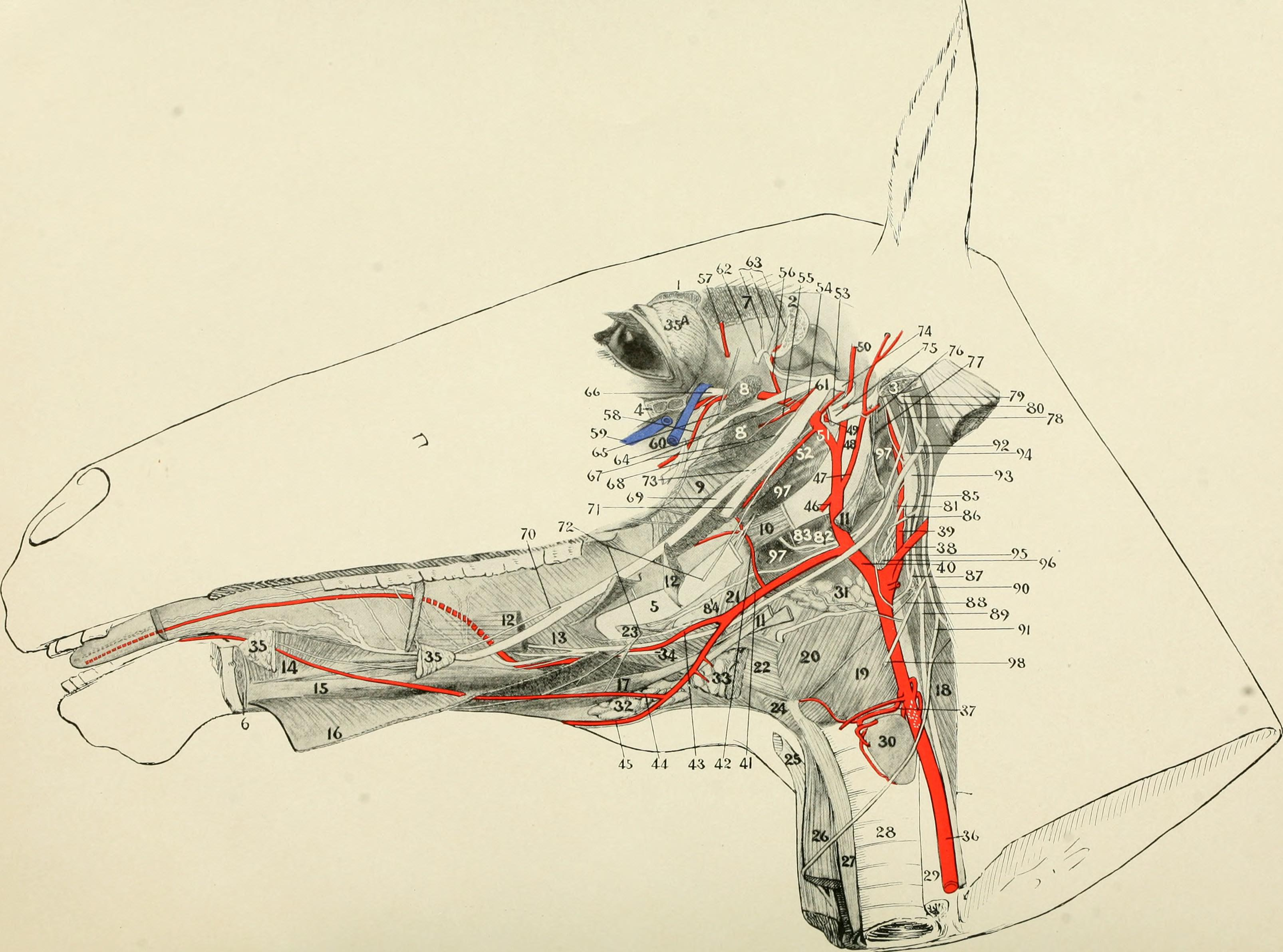
Hoofd van een paard met luchtzak (aangegeven met nummer 97)

De luchtzakken liggen links en rechts net achter de ogen, tussen de kaaktakken. Ze liggen in de nasofarynx en maken deel uit van de verbinding tussen de neus en de oren. Het tongbeen (stylohyoid) verdeelt de luchtzak in een lateraal en mediaal deel. De twee luchtzakken hebben deels een gezamenlijke tussenwand, het mediane septum.
De bloedvaten die tegen de luchtzakken liggen zijn de arteria carotis interna, arteria carotis externa en de arteria auricularis caudalis.

## Aandoeningen
Aandoeningen die de luchtzak kunnen treffen zijn empyneem, tympanites (ophoping van gas) en mycose.

## Ontdekking en beschrijving
De luchtzak is in 1764 bij paarden ontdekt door de Franse dierenarts Claude Bourgelat, de grondlegger van de diergeneeskunde op wetenschappelijke basis. De morfologie van de luchtzak werd voor paarden beschreven in 1949, voor de tamme ezel in 1986 en voor de tapir eveneens in 1986.

## Functie
Keith Baptiste veronderstelde in 1993 dat de luchtzak een van de structuren is die hij paarden het brein koel houdt. In 2000 onderbouwde hij deze stelling met temperatuurmetingen aan de lucht in de luchtzak en aan het bloed op drie plaatsen in de halsslagaderen. Onderzoek aan de temperatuur van het brein zelf stelde deze aanname in 2006 ter discussie. Ook zou er 230 liter lucht per minuut door de luchtzak gepompt moeten worden voor een merkbaar koelend effect op het bloed, een onwaarschijnlijke hoeveelheid.
Er wordt ook gespeculeerd over andere functies.
De meeste diersoorten hebben geen luchtzak, maar sommige hebben wel structuren die hun brein koel houden. Bij diverse evenhoevigen, waaronder runderen, hertachtigen, katten en honden, vertakt de halsslagader zich onder de hersenen in een netwerk dat warmte uitwisselt met koeler bloed dat via de aderen aangevoerd wordt van het gebied rond de neus. Deze structuur, aangeduid als carotid rete of carotid rete mirabile, ontbreekt bij onevenhoevigen.

## Enkele onevenhoevigen

### Paarden
Met een volume van 0,3 tot 0,5 liter is de luchtzak bij het paard veel groter dan bij andere soorten. Ook ligt hij verder naar voren in de nasofarynx. Eind twintigste eeuw was het onduidelijk wat de betekenis is van deze verschillen met andere dieren. Het is geen harde structuur, de vorm verandert als het paard de omringende spieren aanspant.
Przewalskipaarden hebben een kleinere luchtzak dan gedomesticeerde paarden, terwijl paarden die als lastdier of renpaard gefokt zijn juist een grote luchtzak hebben, wat aanleiding geeft tot de veronderstelling dat kunstmatige selectie een rol speelt.

### Neushoorns
Hoewel de neushoorns expliciet genoemd worden als taxon waar de luchtzak voorkomt, werd die in 1997 bij een onderzoek aan een witte neushoorn niet gevonden. Daarbij werd opgemerkt dat eerdere auteurs geen morfologische beschrijving hadden gegeven van de luchtzak en de buis van Eustachius, die de aanwezigheid van een luchtzak had kunnen onderbouwen. Wel heeft de nasofarynx een opvallende holte, maar is die heel anders ontwikkeld dan bij paarden. De auteurs stellen vragen bij opvattingen over de evolutionaire ontwikkeling van de luchtzak bij onevenhoevigen.

## Buiten de onevenhoevigen
Een soortgelijke structuur komt voor bij rotsklipdassen, bepaalde vleermuizen, zeezoogdieren en een muizensoort uit Zuid-Amerika.